# Championnat du monde des clubs féminin de volley-ball 2013
Navigation
2012 2014
Le Championnat du monde des clubs de volley-ball féminin 2013 est la septième édition du Championnat du monde des clubs de volley-ball féminin organisé par la Fédération internationale de volley-ball. Elle se déroule du 9 au 13 octobre 2013 en Suisse pour la première fois de son histoire. Tous les matches sont joués à la salle « Saalsporthalle » à Zurich.

## Déroulement de la compétition
Le format du Championnat du monde des clubs, en vigueur à partir de 2009, prévoit la division de six équipes en deux groupes, A et B. 
Les deux premières équipes de chaque groupes se qualifient pour les demi-finales (le premier du groupe A rencontre le second du groupe B, et vice-versa). Les équipes classées troisième sont éliminées et sont incluses dans le classement final à la cinquième place.
Les gagnants des demi-finales se disputent la victoire finale, tandis que les perdants s'affrontent pour la troisième place.

## Participants
| Club                 | Pays       | Confédération | Titre                                       |
| -------------------- | ---------- | ------------- | ------------------------------------------- |
| Unilever Vôlei       | Brésil     | CSV           | Champion d'Amérique du Sud                  |
| Iowa Ice             | États-Unis | NORCECA       | Champion d'Amérique du Nord et des Caraïbes |
| Vakıfbank Istanbul   | Turquie    | CEV           | Champion d'Europe                           |
| Kenya Prisons        | Kenya      | CAVB          | Champion d'Afrique                          |
| Guangdong Evergrande | Chine      | AVC           | Champion d'Asie                             |
| Voléro Zurich        | Suisse     | CEV           | Wild card / hôte                            |

## Phase de groupes

### Composition des groupes
| Groupe A - Guangdong Evergrande - Kenya Prisons - Voléro Zurich | Groupe B - Unilever Vôlei - Iowa Ice - Vakıfbank Istanbul |

### Résultats
| Groupe A |                                      |       |       |       |       |       |   |
|          |                                      |       |       |       |       |       |   |
| 09-10    | Guangdong Evergrande - Kenya Prisons | 3 - 0 | 25-14 | 25-11 | 25-13 | -     | - |
| 10-10    | Voléro Zurich - Guangdong Evergrande | 3 - 1 | 26-24 | 25-21 | 29-31 | 25-21 | – |
| 11-10    | Voléro Zurich - Kenya Prisons        | 3 - 0 | 25-17 | 25-13 | 25-6  | -     | - |

| Groupe B |                                     |       |       |       |       |       |   |
|          |                                     |       |       |       |       |       |   |
| 09-10    | Unilever Vôlei - Iowa Ice           | 3 - 0 | 25–14 | 25–16 | 25–22 | -     | - |
| 10-10    | Vakıfbank Istanbul - Iowa Ice       | 3 - 0 | 25–16 | 25–12 | 25–17 | -     | - |
| 11-10    | Unilever Vôlei - Vakıfbank Istanbul | 1 - 3 | 20–25 | 18–25 | 25–21 | 18-25 | - |

### Classements
| # | Équipe               | Pts | J | G | Gt | Pt | P | Sp | Sc | Ratio | Pp  | Pc  | Ratio |
| 1 | Voléro Zurich        | 6   | 2 | 2 | 0  | 0  | 0 | 6  | 1  | 6     | 180 | 133 | 1.353 |
| 2 | Guangdong Evergrande | 3   | 2 | 1 | 0  | 0  | 1 | 4  | 3  | 1.333 | 172 | 143 | 1.203 |
| 3 | Kenya Prisons        | 0   | 2 | 0 | 0  | 0  | 2 | 0  | 6  | 0     | 74  | 150 | 0.493 |

| # | Équipe             | Pts | J | G | Gt | Pt | P | Sp | Sc | Ratio | Pp  | Pc  | Ratio |
| 1 | Vakıfbank Istanbul | 6   | 2 | 2 | 0  | 0  | 0 | 6  | 1  | 6     | 171 | 126 | 1.357 |
| 2 | Unilever Vôlei     | 3   | 2 | 1 | 0  | 0  | 1 | 4  | 3  | 1.333 | 156 | 148 | 1.054 |
| 3 | Iowa Ice           | 0   | 2 | 0 | 0  | 0  | 2 | 0  | 6  | 0     | 97  | 150 | 0.647 |

## Phase finale
|  | Demi-finales                                | Demi-finales                          |                        |   | Finale                                | Finale                                |
|  | Demi-finales                                | Demi-finales                          |                        |   | Finale                                | Finale                                |
|  |                                             |                                       |                        |   |                                       |                                       |
|  | Zurich, 12-10-2013, 28-26 25-15 25-20       | Zurich, 12-10-2013, 28-26 25-15 25-20 |                        |   | Zurich, 13-10-2013, 25-23 27-25 25-16 | Zurich, 13-10-2013, 25-23 27-25 25-16 |
|  | Zurich, 12-10-2013, 28-26 25-15 25-20       | Zurich, 12-10-2013, 28-26 25-15 25-20 |                        |   | Zurich, 13-10-2013, 25-23 27-25 25-16 | Zurich, 13-10-2013, 25-23 27-25 25-16 |
|  | Vakıfbank Istanbul                          | 3                                     |                        |   | Zurich, 13-10-2013, 25-23 27-25 25-16 | Zurich, 13-10-2013, 25-23 27-25 25-16 |
|  | Vakıfbank Istanbul                          | 3                                     |                        |   | Zurich, 13-10-2013, 25-23 27-25 25-16 | Zurich, 13-10-2013, 25-23 27-25 25-16 |
|  | Guangdong Evergrande                        | 0                                     |                        |   | Zurich, 13-10-2013, 25-23 27-25 25-16 | Zurich, 13-10-2013, 25-23 27-25 25-16 |
|  | Guangdong Evergrande                        | 0                                     | Vakıfbank Istanbul     | 3 |                                       |                                       |
|  | Zurich, 12-10-2013, 23-25 20-25 16-25       |                                       | Vakıfbank Istanbul     | 3 |                                       |                                       |
|  |                                             | Unilever Vôlei                        | 0                      |   |                                       |                                       |
|  | Voléro Zurich                               | Unilever Vôlei                        | 0                      | 0 |                                       |                                       |
|  | Voléro Zurich                               |                                       |                        | 0 |                                       |                                       |
|  | Unilever Vôlei                              | 3                                     |                        |   |                                       |                                       |
|  | Unilever Vôlei                              | 3                                     | Match pour la 3e place |   |                                       |                                       |
|  |                                             |                                       |                        |   |                                       |                                       |
|  | Zurich, 13-10-2013, 24-26 25-23 25-18 25-21 |                                       |                        |   |                                       |                                       |
|  |                                             |                                       |                        |   |                                       |                                       |
|  | Guangdong Evergrande                        | 3                                     |                        |   |                                       |                                       |
|  | Guangdong Evergrande                        | 3                                     |                        |   |                                       |                                       |
|  | Voléro Zurich                               | 1                                     |                        |   |                                       |                                       |
|  | Voléro Zurich                               | 1                                     |                        |   |                                       |                                       |

## Récompenses
- MVP :  Jovana Brakočević (Vakıfbank Istanbul)
- Meilleure marqueuse :  Zhu Ting (Guangdong Evergrande)
- Meilleure passeuse :  Jingsi Shen (Guangdong Evergrande)
- Meilleure attaquante :  Kenia Carcaces (Voléro Zurich)
- Meilleure contreuse :  Ana Carolina da Silva (Unilever Vôlei)
- Meilleure serveuse :   Jingsi Shen (Guangdong Evergrande)
- Meilleure réceptionneuse :  Gözde Kırdar Sonsırma (Vakıfbank Istanbul)
- Meilleure libéro :  Yūko Sano (Voléro Zurich)

## Classement final
| Rang | Club                 | Nation  | Confédération | Prime |
| ---- | -------------------- | ------- | ------------- | ----- |
| 1    | Vakıfbank Istanbul   | Turquie | CEV           |       |
| 2    | Unilever Vôlei       | Brésil  | CSV           |       |
| 3    | Guangdong Evergrande | Chine   | AVC           |       |
| 4    | Voléro Zurich        | Suisse  | CEV           |       |
| 5    | Kenya Prisons        | Kenya   | CAVB          |       |
| 5    | Tianjin Bridgestone  | Chine   | NORCECA       |       |